# Oeonia
Œonia é um género botânico pertencente à família das orquídeas (Orchidaceae).

## Etimologia
O nome deste gênero procede da latinização da palavra grega: οιωνός (oionós) que significa "ave", em referência à forma de suas flores.